# Александер Готліб Баумгартен
Александер Готліб Баумгартен (нар. 17 липня 1714 — 27 травня 1762) — німецький філософ, послідовник Лейбніца і Вольфа, автор термінів «естетика» та «гносеологія».

## Біографія
Александр Готліб Баумгартен народився в Берліні в сім'ї гарнізонного проповідника Якоба Баумгартена (нар. 30 серпня 1668 р. у Волмірштедті, † 1 липня 1722 р. в Берліні) та Розіни Елізабет Баумгартен, до шлюбу Відеманн (нар. 10 лютого 1690 р. в Берліні, † 23 травня 1717 р. в Берліні). Хрещеним батьком був Александр Герман фон Вартенслебен. Баумгартен був п'ятим із семи дітей, троє з яких не дожили до першого року життя. Його старшим братом був теолог Зігмунд Якоб Баумгартен. Середні шкільні роки Баумгартен провів у школі при Сірому монастирі в Берліні у Мартіна Георга Крістгау (1697—1776). Після ранньої втрати батьків він відвідав семінар в дусі пієтизму у Галле, який провів Август Герман Франке, та вивчав теологію, філософію та «прекрасні науки» (риторику та поетику) в університеті Галле. Він також відвідував лекції філософа-раціоналіста Христіана Вольфа в Єні. Після закінчення магістра він працював викладачем поетики та логіки в дитячому будинку, який сам колись відвідував. Своєю дисертацією « Meditationes philosophicae de nonnullis ad poema pertinentibus (1735)»  він заснував естетику в Німеччині як самостійну філософську дисципліну — як паралельну дисципліну («сестринське мистецтво») логіці. Уперше поняття «естетика» він запровадив у своїй двотомній праці «Aesthetiса» (1750, 1758), і він визначив її як «наука про чуттєве пізнання». Що-правда, вже у своїй дисертації «Філософські медитації про дещо, що стосується поетики» (1735) Баумгартен веде мову про естетику, яку він характеризує як «науку про чуттєво сприймані об'єкти» (αἰσθητά) і протистав ляє логіці, яка пізнає свій об'єкт (νοητά) «завдяки вищій здатності пізнання». У своїй «Метафізиці» (вперше видана в 1739-му) Баумгартен неодноразово згадує естетику, яка є «наукою про чуттєве пізнання і зображення» або «наукою про прекрасне», як додано в німецькому відповіднику до цього поняття. Саме чуттєве пізнання схарактеризовано як «... сукупність уявлень, які перебувають нижче виразності» (infra distinctionem).
Естетика повинна бути формою пізнавального доступу до осмислення світу, яка, аналогічно досягнень розуму, здатна передати достовірні знання. Такий спосіб пізнання (analogon rationis), аналогічний раціональному пізнанню, має здійснюватися через нижчі когнітивні здібності (органи чуття), які до цього знаходились в тіні гносеології. Важливим при цьому є те, що відчуттям властивий власний дар судження: смак. Поезія, а отже, і поетика, таким чином набувають вищої цінності: вона стала засобом дуже чуттєвої передачі знань. Мета естетики окреслена так: «Ціллю естетики є до-сконалість чуттєвого пізнання як такого... А це є кра-сою».
У 1737 році стає Баумгартен приват-доцентом філософії в університеті Галле. Ймовірно, цього ж року він захворів на туберкульоз, який призвів до його передчасної смерті. У 1740 р. він став «професором світової мудрості (філософії) та прекрасних наук» у Брандербурзькому  університеті Франкфурт, попередником Європейського університету «Віадріна». У 1743 та 1752 роках Баумгартен був обраний його ректором. Його книга Metaphysica з'явилася в 1739 році. У 1740 році з'явилася його книга Ethica philosophica. Перший том його масштабного твору «Естетика» Aesthetica, з якого, однак, було закінчено лише два томи, з'явився у 1750 р. 1758 р. з'явився другий том цього твору. За рік до смерті з'явилася все ж  Acroasis  logica (1761). Іммануїл Кант, який дуже шанував Баумгартена, використовував його Metaphysica у своєму виданні 1757 р. та його Initia philosophiae practicae primae у своєму виданні 1760 р. як основу для власних лекцій з метафізики та практичної філософії.
У 1770 р. посмертно була опублікована його книга Philosophia generalis.

## Сім'я
Баумгартен одружився 18 квітня 1741 року в церкві Св. Петра (Берлін-Кельн) з Луїзою Вільгельміною Алеманн (нар. 17 січня 1720 року в Берліні, † 8 червня 1745 року у Франкфурті (Одер)), дочці Йогана Філіппа Алемана, надвірного радника в Берліні, і Джуліани Елізабет Цімерманн. Дітей в шлюбі не було.
22 жовтня 1748 року Баумгартен одружився в церкві Св. Марії у Франкфурті (Одер) з Юстіною Елізабет Альбінус (* 1730, † 31 березня 1764 у Франкфурті (Одер) (потонула в Одері)), дочці Йогана Якова Альбінуса, старший чиновник у Бішофзее (сьогодні: Старе Біскупіце , Слубіце) та Крістіни Луїзи. У шлюбі з Юстіною Елізабет було четверо дітей: Елеонора Вільгельміна Баумгартен (нар. 1 жовтня 1749 року у Франкфурті (Одер), † 3 вересня 1750 року у Франкфурті (Одер), Елеонора Джуліана Баумгартен (нар. 6 червня 1751 р. у Франкфурті (Одер); † після 1763 р.), Карл Готліб Баумгартен (нар. 11 березня 1759 р. у Франкфурті (Одер), † після 1763 р.) та Готліб Вільгельм Баумгартен (нар. 28 серпня 1762 р. у Франкфурті (Одер), † 5 вересня 1762 р. у Франкфурті (Одер)). Опіку над дітьми отримав міський суддя Вінтерфельду.

## Рецепція
Ідеї Баумгартена, написані латиною, спочатку були відомі в Німеччині насамперед завдяки його учневі Георгу Фрідріху Мейєру.
Праці Баумгартена щодо естетичних обґрунтувань являють собою переломний момент у філософській теорії пізнання чуттєвості; Чуттєвість була розцінена засобом пізнання.
Концепція естетики Баумгартена мала великий вплив на Йоганна-Готфріда Гердера. Його ідеал «felix aestheticus», людини з всебічним талантом до чуттєвих знань та природної гри, мала важливе значення не лише для культу геніальності 18 століття, але й для впливового твору Фрідріха Шиллера «Листи про естетичне виховання людини». У своїй «Критиці здатності судження» (1790) займався Іммануїл Кант проблемою  сприйняття смаку, орієнтуючись на ідею досконалості чуттєвих знань Баумгартена.

## Твори

### Оригінальні видання
- Dissertatio chorographica, Notiones superi et inferi, indeque adscensus et descensus, in chorographiis sacris occurentes, evolvens. 1735.
- Meditationes philosophicae de nonnullis ad poema pertinentibus. 1735 — §§ I—XI [Архівовано 1 грудня 2016 у Wayback Machine.].
- De ordine in audiendis philosophicis per triennium academicum quaedam praefatus acroases proximae aestati destinatas indicit Alexander Gottlieb Baumgarten. 1738
- Metaphysica [Архівовано 21 жовтня 2020 у Wayback Machine.] (1739) (факсиміле) .
- Ethica philosophica. 1740.
- Serenissimo potentissimo principi Friderico, Regi Borussorum marchioni brandenburgico S. R. J. archicamerario et electori, caetera, clementissimo dominio felicia regni felicis auspicia, a d. III. Non. Quinct. 1740. 1740.
- Philosophische Briefe von Aletheophilus. 1741.
- Scriptis, quae moderator conflictus academici disputavit, praefatus rationes acroasium suarum Viadrinarum reddit Alexander Gottlieb Baumgarten. 1743.
- Metaphysica Alexandri Gottlieb Baumgarten, 1757, електронна книга бібліотеки Віденського університету
- Повний текст Metaphysica [Архівовано 21 жовтня 2020 у Wayback Machine.] (3. вид. 1757) ; Initia Philosophiae Practicae [Архівовано 21 жовтня 2020 у Wayback Machine.] (1760) в електронному виданні зібраних творів Іммануїла Канта [Архівовано 8 жовтня 2019 у Wayback Machine.] (так званого Боннського Корпусу Канта, Університет Дуйсбург-Ессен)
- Aesthetica (1750—1758)
- Initia Philosophiae Practicae. Primae Acroamatice [Архівовано 21 жовтня 2020 у Wayback Machine.]. 1760 (факсиміле).
- Acroasis logica in Christianum L.B. de Wolff. 1761.
- Ius naturae. Посмертно 1763.
- Sciagraphia encyclopaedia philosophicae. Видана посмертно Крістіаном Фьорстером 1769.
- Philosophia generalis. Видана посмертно Крістіаном Фьорстером 1770.
- Alex. Gottl. Baumgartenii Praelectiones theologiae dogmaticae. Видана посмертно Соломоном Землером 1773.